# その男、凶暴につき
『その男、凶暴につき』（そのおとこ、きょうぼうにつき）は、1989年8月12日公開の日本映画。北野武の映画初監督作。松竹富士配給。興行成績は、配給収入が5億円。
なお、興行上の理由で、宣伝ポスターでは主演・監督ビートたけしとされ、フィルムのクレジットでは監督北野武、主演ビートたけしとなっている。

## あらすじ
捜査の為には暴力も辞さない凶暴な刑事・我妻諒介。その行き過ぎた行動と粗暴な性格から、勤務する警察署内でも危険人物として敬遠されていた。自身を理解してくれる数少ない同僚の岩城と他愛もない冗談を言いながらも、完全な孤立は辛うじて免れていた。また、そんな我妻は精神疾患を抱える妹・灯の面倒を観ていた。
ある日、港で麻薬売人の他殺体が発見される。我妻は新人の菊池を引き連れ事件の捜査を開始する。

## 登場人物
我妻諒介（あづま）
演 - ビートたけし
港南署刑事課の刑事で階級はおそらく巡査部長と思われる。血の気が多く暴力的で気性が荒い。作中では基本的に何かしら悪事を働いた相手に対し殴る蹴るの暴力をよく振るっている。暴力以外にも刑事にしては素行が悪く、ゲーム機で実際の金で賭博行為をしたり、よく後輩刑事から数千円程度で金を借りたりしている。麻薬が絡んだ売人殺人事件の捜査にあたる。
清弘
演 - 白竜
仁藤に雇われた殺し屋。麻薬ルートを持ち、殺しの依頼が無い時は売人たちに高値で薬物を売って稼いでいる。冒頭、港南の埠頭で取引相手の柄本が欲張ったため殺す。何の躊躇もなく殺人を犯しており、橋爪の仕事仲間の酒井によると「人を殺すことが好き」とのこと。実は同性愛者の模様。
灯
演 - 川上麻衣子
我妻の妹。重度の精神疾患を持ち、物語開始前まで入院していた。我妻から気にかけられており、退院後から自宅で面倒を見てもらうようになる。自由気ままに過ごし始めるが、ある時清弘に出会って拉致された後、その手下によって倉庫に監禁された上、凌辱されてしまう。
吉成
演 - 佐野史郎
冒頭で1年間の予定で港南署に赴任してきた署長。署内の刑事たちを纏める。警察署の屋上に署員たちを集め、警察官は聖職者であることを念頭に置いて職務に誇りを持って励むよう告げる。後日、強引な方法で塩田を逮捕した我妻を注意し、始末書を書かせる。
菊地
演 - 芦川誠
冒頭で刑事課に新しく配属された若手刑事。赴任直後に我妻に挨拶をしたことで親しくなり、相棒として行動を共にしはじめる。礼儀正しく真面目で誠実な性格だが、若手ということもあり仕事の手際が悪く我妻からよく叱られている。時々ガールズバーを訪れて酒を楽しんでいる。
柄本
演 - 遠藤憲一
麻薬の売人。清弘と麻薬の取引をするが、もう少し値段を負けてくれるよう頼んだ所、ナイフでめった刺しにされて殺される。違法薬物の売買で前科あり。
織田
演 - 寺島進
清弘の手下。植田と片平からは「すすむ」と呼ばれている。ある日、清弘に隠れ家に連れて来られた灯をレイプする。
植田
演 - 小沢一義
清弘の手下。織田に犯されても無反応な灯に麻薬を注射した後、自身も彼女と関係を持つ。
片平
演 - 佐久間哲
清弘の手下。オネエ言葉で話すゲイ。麻薬を常用している。織田とテーブル・フットボールをするが、自身が勝ったことでキレられる。
三宅
演 - 谷村好一
本庁の刑事。我妻たちと共に、塩田がいる女の部屋にガサ入れするが、逃げようとする塩田の攻撃を受けて倒される。
佐藤
演 - 中村銀次
本庁の刑事。三宅の相棒。我妻の前で菊地を「半人前」呼ばわりした後、彼の前で先輩風を吹かせて塩田を捕まえようとするがあっさり倒されてしまう。
樋口
演 - 勝部演之
港南署署長。我妻が、ホームレスを襲撃した少年を逮捕せず、暴力で自首を求めたことに苦言を呈する。
荒木
演 - 浜田晃
港南署刑事課長。我妻の上司。我妻が、少年たちがホームレスを襲撃しているのを偶然見つけながらその場で逮捕しなかったことを注意する。
石橋
演 - 上田耕一
我妻の同僚刑事。署内では我妻の向かいの席。ホームレスを襲撃した少年の自宅に我妻が押しかけたことを茶化す。
友里
演 - 石田太郎
我妻の同僚刑事。ホームレスを襲った少年たちが自首してきたことを我妻に伝える。
田代
演 - 原吉実
本間
演 - 河合佑樹
港南の埠頭の殺人事件の捜査に当たる。我妻のタクシー代を立替えるが、直後にさらに1万円を貸すよう頼まれ渋々貸す。
岩城
演 - 平泉成
防犯課所属で、部署は違うが我妻と長年親しくしている。面倒見がいい性格で、問題行動を起こす我妻のことを気にかけている。ガラの悪い“ヒモ”男を呼び出し、恋人を大事にするよう注意する。
岩城の妻
演 - 音無美紀子
数日前から岩城が家に帰らなくなり、我妻に夫のことを尋ねる。
仁藤
演 - 岸部一徳
レストランの経営者だが、裏で清弘に殺しを指示している。清弘ですら恐れる存在。
新開
演 - 吉澤健
仁藤の秘書。仁藤の裏の顔も知る人物。仁藤から、万が一のことを考えて清弘を始末するあてを探すよう命じられる。
橋爪
演 - 川上泳
麻薬の売人。我妻とも面識があり、とあるディスコのトイレで男に麻薬を売ろうとしていた所を見つかりどこから入手したかを詰問される。
塩田
演 - 井田弘樹（現：井田國彦）
柄本から麻薬を買っていた常連客。石井という女の部屋に身を潜めていたが、彼女のタレコミでやって来た本庁の刑事と我妻たちに捕まりそうになり、アパートを飛び出して逃走を図る。
酒井
演 - 松本公成
橋爪の仕事仲間。仕事でミスをしてしまい、その後清弘に消される不安を抱えながら隠れて過ごし始める。
アリサ
演 - 仁科ひろ子
精神科医
演 - 趙方豪
病院を退院することになった灯と、迎えに来た我妻を院内から外のタクシーまで付きい彼からお礼を述べられる。
女秘書
演 - 速水渓
仁藤の秘書。エンドロール直前などに登場。
ホームレス
演 - 田村元治
ある夜公園でご飯を食べていた所、突然現れた中学生らしき数人の少年たちから暇つぶしに暴行される。

## スタッフ
- 監修：黒井和男
- 監督：北野武
- 監督補：天間敏広
- 企画：末吉博彦
- 製作者・原案：奥山和由
- プロデューサー：鍋島壽夫、吉田多喜男、市山尚三
- 脚本：野沢尚
- 撮影：佐々木原保志
- 美術：望月正照
- 照明：高屋齋
- 音楽：久米大作
- 歌：トレイシー
- 録音：堀内戦治
- 編集：神谷信武
- 助監督：月野木隆
- スチール：野上哲夫
- 記録：中田秀子
- 音響効果：帆苅幸雄（東洋音響）
- 技斗：菊地剣友会（菊地竜志、津川誠）
- ガンエフェクト：BIGSHOT
- カースタント：カースタントTAKA
- 特殊メイク：原口智生
- MA：アオイスタジオ
- 現像：東京現像所
- スタジオ：にっかつ撮影所
- 製作協力：ライトヴィジョン[3]

## 本作の映像の一部を提供した映画
- 『魚からダイオキシン!!』1992年日本 - ビートたけし自身も出演した映画である。
- 『セブン・サイコパス』2012年イギリス - 監督のマーティン・マクドナーは北野武監督の大ファンである[5]。

## 製作

### 幻の原作
プロデューサーの奥山和由によれば、当初この映画は、佐木隆三のノンフィクション小説「旅人たちの南十字星」を映画化する企画からスタートしている。保険金詐欺事件をテーマとする同小説を映画化するにあたり、深作欣二監督・神波史男脚本、主演はビートたけしと陣内孝則という予定で、既に脚本も完成していたものの、クランクイン直前にたけしがフライデー襲撃事件を起こしたためこの企画は流れてしまった。なおこの際、吉本興業の木村政雄からはたけしの代役として、当時関西で売出中だった松本人志はどうかという打診があったが、脚本を読んだ大﨑洋が難色を示し、この話も流れている。
奥山は深作と相談し、たけしの復帰を待つことになり、内容も「犯罪者に犯罪者を演じてもらうわけにはいかない」として、本作のような刑事モノに変更された。
『週刊宝石』1988年8月12日号に「松竹VS.東映、"たけし主演映画争奪戦"で意外な結末」というタイトルで、松竹富士が『灼熱』を東映が『二人の刑事（デカ）』を掲げてたけしの次回主演映画の奪い合いをやっているという記事が載る。しかし日本テレビ『番組の途中ですが』が1988年秋に打ち切りが決定、テレビ朝日系の『スポーツ大将』も視聴率8–9%と低迷し、かつての勢いに翳りが見えていたことから、東映は「もう客をタレントではない」と判断し、たけし映画の企画を中止し、自動的に次回作は松竹富士に落ち着いた、奥山和由プロデューサーは「ウチの方で最初にやっうてもらうことになりました」と声を弾ませた、などと書かれている。

### 監督
深作によると、プロデューサーの奥山が意向として出したアクション映画という部分にひっかかりがあり、時間を取っているうちにタイミングを逸してスケジュール調整が出来なかったため、彼は監督を降りている。一方で奥山は「撮影前のテストの方針で深作とたけしが対立した」としており、本番前に10回以上テストを繰り返すスタイルの深作に対し、たけしは「浅草から自分たちは一発勝負で笑わせてきた。繰り返せば繰り返すほど鮮度も熱量も薄れていく」として一発撮りを要求し、どちらも方針を曲げないため、奥山の判断で深作に降りてもらったと語っている。
結局、奥山がビートたけしのスケジュールに沿って好きに撮っていいということで、ビートたけしに監督を依頼。ビートたけしは脚本の書き直しを唯一の条件にこれを引き受け、北野武名義で監督を務める事となった。当初、現場サイドではお笑い芸人がメガホンを取るという事で、たけしへの些細な進言が多かったが、ラッシュを見たスタッフは徐々に言うことを聞くようになったという。

### 出資
本作は松竹富士配給だが、当初は通常の松竹作品として制作・配給される予定だった。しかしフライデー襲撃事件の影響で、松竹が出資見送りを取締役会で決めてしまったため、奥山は急遽別の出資者を探すことになる。一時は東北新社が全額出資する方針がまとまるものの、深作が監督を降りた影響で東北新社も出資を中止し、同社社長の植村伴次郎からバンダイ社長の山科誠を紹介され、結局バンダイがスポンサーとして制作されることになった。ところが、当時のバンダイのキャッチコピーが『母と子のバンダイ』だったため「暴力的な作品に名前が出るのはまずい」として「出資はするものの、スポンサーとしてバンダイの名前は出さない」という形になった。

### 脚本
脚本を手がけた野沢尚は、内容が大幅に改編されたことに納得出来ず、宝島社刊『別冊宝島144 シナリオ入門』の脚本家アンケートにて「変えられる前の『その男、凶暴につき』」と記入する程だった。野沢自身は亡くなる直前の2004年、オリジナル・シナリオを元にした長編小説『烈火の月』を出版し、自分なりの決着を付けている。

## 評価
たけしの処女監督作品は『キネマ旬報』で賛辞一色であった。
- 評論家の山根貞男は、当時数多く登場していた有名人の新人監督の一人と見くびっていたが、徹底したハードな暴力描写に度肝を抜かれたとし、突出した新人監督だと才能を評価した[13]。
- 監督予定だった深作欣二も「面白かった」と感想を述べた[14]。
- 淀川長治はカメラワークが、ジュールス・ダッシン作品を感じさせたと述べた[15]。
- 松本人志は北野武作品で一番好きな作品と述べている[16]。
- 脚本の野沢尚は、前述の通り他人の手で脚本に手を加えられたことに不愉快さを抱き、そんな作品は駄作に仕上がることを願ってすらいたが[17]、たけしのアイデア力、特にクライマックスにおける妹の銃殺を高く評価していた。ただし、本作が傑作に仕上がったのは偶然であり、「きっとアイツは馬脚を現すに違いない」というのが野沢の北野武評であった[18]。
- 映画評論家の大場正明は、野沢尚の脚本を読んだ上で、この映画は脚本と目指している所がはっきり違い、他のたけしの作品とも違いがあると評している[15]。
- 映画史研究家の春日太一は、芸人たけしのイメージで映画を見に行ったところ、そのギャップに強烈な印象を受けたと述懐している[19]。その理由として春日は、日本映画にありがちな叙情性や劇的な盛り上がりを排した冷たいタッチ、そして作り物ではない剥き出しの暴力性を挙げた。

## 受賞歴
- 第11回ヨコハマ映画祭
  - 監督賞
  - 日本映画ベストテン第2位
- 第63回キネマ旬報ベスト・テン
  - 日本映画第8位

## パロディ
ビートたけしがレギュラーを務めていた、バラエティ番組『オレたちひょうきん族』（フジテレビ）のレギュラー放送最終回となる、1989年（平成元年）8月26日放送分は、本作の公開直後ということもあり、「タケちゃんマン」コーナーで本作のパロディを行った。北野武監督役を松村邦洋が演じた。
その他『その○○、△△につき』という言い回しは、様々な場面で用いられることがある（週刊新潮2017年6月29日号の「その女代議士、凶暴につき」など）。

### 題名を捩った作品
- 『その女、変態につき』（1989年、神野龍太郎監督 / 樹まり子主演のアダルトビデオ） - 宣伝文句は「たけしに見せるな。」
- 『その男、軟弱につき』（1989年、赤塚不二夫の連載漫画『「大先生」を読む。』の一編）
- 『その男、ワガママにつき』（1990年、酒井美羽作の漫画）
- 『ダーリンは生モノにつき』（1997年、吉原由起作の漫画）
- 『その男、モーホーにつき』（1997年9月にテレビ朝日系のバラエティ特番『ビートたけしのD-1グランプリ』の投稿ネタ）
- 『その男狂棒に突き』（2003年、山下敦弘監督の映画）
- 『その男「 」につき』（2005年2月、古茶作の漫画）
- 『その男、東京につき』（2006年2月22日、般若の楽曲）
- 『エグザムライ戦国』第15話「その男、野獣につき」（2009年4月22日、EXILEプロデュースのアニメーション）
- 『このペット 凶暴につき･･･』（2012年にNHK BS1の番組『BS世界のドキュメンタリー』で放送されたBBC製作のアメリカ合衆国のペット事情を描いたドキュメンタリーの邦題） - 原題は 英: Louis Theroux: America’s Most Dangerous Pets
- 『その男、意識高い系。』（2015年、NHK BSプレミアムの『プレミアムドラマ』で放送）
- 『そのオススメ、凶暴につき』（2017年2月以降放送の、『バラいろダンディ』（TOKYO MX）の金曜コーナー） - ビートたけしの弟子の1人である水道橋博士（浅草キッド）が出演するコーナー。
- 『パーティーから追放されたその治癒師、実は最強につき』（影茸作の小説。「小説家になろう」上での発表を経て2019年に双葉社から書籍化。2024年にはテレビアニメが放送）
- 『その女、賢妻につき』（2019年、スマートフォン向けゲームアプリ『アズールレーン』内のキャラクターストーリー）

なお、『その男、凶暴につき』というタイトルそのものは本作のオリジナルではなく、ジェイムズ・ハドリー・チェイスのハードボイルド小説『その男 凶暴につき』（佐和誠訳）の流用である。

## その他
- この作品の原題だった『灼熱』は、後に『TAKESHIS'』において劇中劇としてポスターが登場している。
- 平泉成が自殺に見せかけた他殺シーンの撮影時、ハーネスをつけたまま橋の下に下ろして首吊りのように見せている最中に本物の警察が臨場。これにより平泉を置いて撮影隊は逃走し、平泉のみ警察の叱責を受けるというとばっちりを受ける。さらに北野が「あげるの大変だからそのまま昼の弁当食ってください」と冗談で言い放ったところ、さすがに怒りを買ったことを『オモクリ監督』で「平泉さんに謝りたい事」として挙げている。